# Aspilia bonplandiana
Aspilia bonplandiana là một loài thực vật có hoa trong họ Cúc. Loài này được (Gardner) S.F.Blake mô tả khoa học đầu tiên năm 1921.